# Fitos Vilmos
Fitos Vilmos (Budapest, 1913. július 14. – Budapest, 2000. november 19.) a népi mozgalomhoz köthető tanár, szerkesztő, publicista, közösségi szervező.

## Életpálya
Édesapja a Széchényi Könyvtár osztályvezetője, majd az az Országos Pedagógiai Könyvtár és az Iparművészeti Múzeum könyvtárának vezetője. Édesanyja tanítónő. Három testvére volt. A Lónyay Utcai Református Gimnáziumban érettségizett 1931-ben, közben aktív szerepet vállalt a cserkészetben. 1931-ben a Pázmány Péter Tudományegyetem történelem-latin szakára iratkozott be és Ravasz László ajánlására felvették az Eötvös József Collegiumba is. 1936-ban szerezte meg középiskolai tanári diplomáját. 1933-tól a Turul Szövetség égisze alá tartozó Árpád Bajtársi Egyesület tagja. Később a Turul Szövetségben a népi ellenzék köréhez tartozott. 1934-ben rövid ideig a Magyar Földműves és Munkáspárt tagja, 1937-ben a Bartha Miklós Társaság főtitkára és a Magyar Közösséghez kötődő Honszeretet Egyesület tagja volt. 1938 márciusa és 1944 januárja között a Magyar Élet felelős szerkesztője (nem összetévesztendő az azonos című, szélsőjobboldali napilappal). 1942 áprilisában elnöke a frissen alakult Magyar Ifjúság Nagybizottságának. 1944 nyarától már németellenes diákmozgalmak szervezésével foglalkozott, mint a Szabad Élet Diákmozgalom és a Magyar Diákok Szabadságfrontja. 1945-ben belépett a Független Kisgazdapártba. 1946 októberében a Magyar Parasztszövetség társadalmi osztályának élére került. 1946. december 31-én letartóztatták, a Magyar Közösség elleni perben 1 év 6 hónap szabadságvesztésre ítélték, de 1947 nyarán szabadlábra helyezték. A per során több közösségi tagra vonatkozóan is vallomást tett. A Rákosi-korszakban és az 1956-os forradalomban nem vállalt szerepet. 1956. november 2-án belépett az MSZMP-be, ahonnan 1972-ben kizárták. Az 1960-as években a Belügyminisztérium III/III-as főcsoportfőnökségének Futó fedőnevű informátora volt, jelentéseiben egykori magyar közösségi tagokról, népi írókról és Püski Sándor családjáról adott információkat az állambiztonságnak. A rendszerváltás után a Magyar Szocialista Párt, a Rákóczi Szövetség, a Bajcsy-Zsilinszky Társaság, a Református Öregdiákok Török Pál Egyesülete, a Székely Kör és a Szabó Dezső Emléktársaság tagja is volt.